# Lachesis
Lachesis es un género de serpientes venenosas que pertenecen a la subfamilia de las víboras de foseta, conocidas comúnmente como cascabeles mudas. El género está conformado de tres especies que habitan los bosques remotos en América Central y América del Sur. El nombre genérico se refiere a Láquesis, una de las Moiras en la Mitología griega, que determina la longitud del hilo de la vida.

## Descripción
Los adultos típicamente miden de 200 a 250 cm de largo, aunque algunos ejemplares pueden crecer hasta 300 cm. El ejemplar más grande conocido llegó a medir poco menos de 365 cm, por lo que es la serpiente venenosa más larga en el Hemisferio Occidental. Es también la víbora más larga del mundo, aunque no es la más pesada (su peso es superado por la víbora de Gabón y la serpiente de cascabel diamante del Este).
La cola termina en una espina córnea, que a veces vibra cuando se les molesta, de una manera similar a las serpientes de cascabel. Por ello a veces se la denomina "serpiente de cascabel muda".

## Distribución geográfica
Se halla en América Central y América del Sur. Es también encontrado en la isla de Trinidad.

## Reproducción
Son oviparas y producen alrededor de una docena de huevos por nidada. La hembra permanece con sus huevos durante la incubación y suele defender el nido de intrusos. Las crías tienen un tamaño promedio de 30 cm de largo y son más coloridos que los adultos. Se piensa que Lachesis es único entre los crótalos del Nuevo Mundo en poner huevos en lugar de dar a luz a crías vivas. Sin embargo, algunos informes sugieren que la especie Bothrocophias colombianus en Colombia es la única otra especie ovípara entre las víboras de foseta americanas.

## Veneno
Es una de las serpientes más grandes y más peligrosas en Centroamérica y América del Sur. Es  capaz de administrar múltiples mordeduras e inyectar una gran cantidad de veneno que puede ser fatal. Incluso la mordedura de un ejemplar juvenil puede ser fatal. 
En Colombia se produce un antisuero, o suero antiofídico, para tratar mordeduras de serpientes del género Lachesis; dicho antisuero se consigue en presentación liofilizado, y también cubre los venenos de los géneros Bothrops, Porthidium y Crotalus (polivalente).[cita requerida]

## Taxonomía
Se reconocen tres especies en este género. Campbell y Lamar (2004) reconocen una cuarta especie, L. acrochorda (García, 1896), que McDiarmid et al. (1999) consideran como sinónimo de L. stenophrys. Campbell y Lamar se refieren a ella como "Chochoan bushmaster" (cascabela muda chochoana) y definen su área de distribución como el oeste de Panamá y el noroeste de Colombia. Sus relaciones evolutivas son todavía inciertas, pero se cree que Lachesis acrochorda está más cerca de la cascabel muda de América del Sur (L. muta) que a las dos especies de América Central, L. stenophrys y L. melanocephala.

### Especies
| Especies         | Autor taxón              | Subesp.* | Nombre común | Distribución geográfica |
| ---------------- | ------------------------ | -------- | --- | --- |
| L. melanocephala | Solórzano & Cerdas, 1986 | 0        | Plato Negro | Costa Rica: Vertiente del Pacífico del sureste de la provincia de Puntarenas, desde el nivel del mar hasta 1500 m de altitud. |
| L. mutaT         | (Linnaeus, 1766)         | 1        | Cascabela muda sudamericana; Shushupe (Perú); mapepire zanana, mapepire grande o ma-pay (Trinidad y Tobago); surucucú (Brasil); verrugosa o verrugoso (Colombia, Panamá); cuaima (Venezuela); pucarara, víbora puga (Bolivia). | Sudamérica en los bosques ecuatoriales al este de los Andes: Colombia, el este de Ecuador, Perú, en el norte de Bolivia, en el este y sur de Venezuela, Guayana, Surinam, Guayana Francesa y gran parte del norte Brasil. También ocurre en la isla de Trinidad. |
| L. stenophrys    | Cope, 1875               | 0        | Cascabela muda centroamericana, Mata Buey | América Central, en las tierras bajas del Atlántico en sur de Nicaragua, Costa Rica y Panamá, así como las tierras bajas del Pacífico en el centro y este de Panamá. En Sudamérica se encuentra en las tierras bajas del Pacífico de Colombia y el noroeste de Ecuador, la costa caribeña del noroeste de Colombia y tierra adentro en los valles de Magdalena y río Cauca. |

*) No se incluye las subespecies nominales.

T) Especie tipo.